# Feeling This
Feeling This (englisch etwa für „Es fühlen“) ist ein Lied der US-amerikanischen Punk-Rock-Band Blink-182. Der Song ist die erste Singleauskopplung ihres fünften Studioalbums blink-182 und wurde am 2. Oktober 2003 veröffentlicht.

## Inhalt
Feeling This handelt von Liebe, Lust und Leidenschaft. Diese Themen werden dabei nicht nur positiv, sondern auch mit Wehmut dargestellt, indem auf ihre Vergänglichkeit Bezug genommen wird.

“Fate fell short this time

Your smile fades in the summer

Place your hand in mine

I’ll leave when I wanna”

## Produktion
Der Song wurde von dem US-amerikanischen Musikproduzenten Jerry Finn produziert. Als Autoren fungierten Mark Hoppus, Tom DeLonge und Travis Barker – die drei Mitglieder von Blink-182.

## Musikvideo
Bei dem zu Feeling This veröffentlichten Musikvideo, das in einem verlassenen Gefängnis gedreht wurde, führte der US-amerikanische Regisseur David LaChapelle Regie. Es verzeichnet auf YouTube rund 76 Millionen Aufrufe (Stand: März 2025).
Das Video spielt in einem dystopischen Erziehungslager für Jugendliche und junge Erwachsene. Dieses wird von den Leitern autoritär und mit Gewalt geführt, wobei die Jugendlichen auch sexuell durch Geschlechtertrennung unterdrückt werden. Schließlich rebellieren die Insassen gegen die vorherrschenden Verhältnisse, entledigen sich teilweise ihrer Kleidung und Frauen und Männer kommen sich näher. Am Ende strömen sie in Richtung von Blink-182, die den Song außerhalb des Lagers in einem käfigartigen Raum spielen, und jubeln der Band zu.

## Single

### Covergestaltung

Logo von Blink-182

Das Singlecover zeigt das Band-Logo – ein lächelnder Smiley, dessen Augen Kreuze sind und der von einem Kreis umgeben ist, an dem sich fünf nach links zeigende Pfeile befinden – sowie den dazugehörigen Schriftzug blink-182 in Weiß. Unten im Bild befindet sich der weiße Titel Feeling This. Der Hintergrund ist in den Farben Schwarz, Grün und Lila gehalten.

### Titellisten
Single
1. Feeling This – 2:53
2. The Rock Show (Live) – 3:06

Maxi
1. Feeling This – 2:53
2. Violence – 3:48
3. The Rock Show (Live) – 3:06
4. Carousel (Live) – 2:55

### Chartplatzierungen
Feeling This stieg am 24. November 2003 auf Platz 60 in die deutschen Charts ein und belegte in der folgenden Woche mit Rang 49 die höchste Position. Insgesamt konnte sich der Song acht Wochen in den Top 100 halten. Ebenfalls die Charts erreichte die Single unter anderem im Vereinigten Königreich, in Australien, Italien, Frankreich, der Schweiz, Schweden, Österreich und den Niederlanden.
| ChartsChartplatzierungen     | Höchstplatzierung | Wochen |
| ---------------------------- | ----------------- | ------ |
| Deutschland (GfK)            | 49 (8 Wo.)        | 8      |
| Österreich (Ö3)              | 65 (2 Wo.)        | 2      |
| Schweiz (IFPI)               | 60 (3 Wo.)        | 3      |
| Vereinigtes Königreich (OCC) | 15 (10 Wo.)       | 10     |

### Auszeichnungen
Feeling This wurde im Jahr 2005 für mehr als 500.000 Verkäufe in den Vereinigten Staaten mit einer Goldenen Schallplatte ausgezeichnet, obwohl es sich nicht in den dortigen Charts platzieren konnte.

| Land/Region                  | Auszeichnungen für Musikverkäufe (Land/Region, Auszeichnung, Verkäufe) | Verkäufe |
| ---------------------------- | ---------------------------------------------------------------------- | -------- |
| Vereinigte Staaten (RIAA)    | Gold                                                                   | 500.000  |
| Vereinigtes Königreich (BPI) | Silber                                                                 | 200.000  |
| Insgesamt                    | 1× Silber · 1× Gold ·                                                  | 700.000  |

Hauptartikel: Blink-182/Auszeichnungen für Musikverkäufe